# Asfa Uesen
Książę (ras) Asfa Uesen (Asfa Wossen), Amha Selassie I (ur. 27 lipca 1916 w Harerze, zm. 17 lutego 1997 w McLean w stanie Wirginia) – najstarszy syn cesarza Etiopii Haile Selassiego I i od listopada 1930 następca tronu.
Studiował historię w Liverpoolu. W grudniu 1960 przywódcy nieudanego zamachu stanu ogłosili go cesarzem wbrew jego woli. Miał słabe zdrowie: w latach 70. leczył się w Wielkiej Brytanii i w Szwajcarii. Po śmierci ojca udał się na emigrację. W Londynie stworzył rząd emigracyjny Etiopii, który w kwietniu 1988 ogłosił go cesarzem Amha Selassie I. Rolę tę pełnił od 8 kwietnia 1989 do śmierci. Funkcję cesarzowej sprawowała jego druga żona Medfariash Work Abebe. Od 1989 przebywał w Stanach Zjednoczonych, gdzie żyło 200 000 Etiopczyków. Jego następcą został jego najstarszy syn Zera Yacob Amha Selassie (wcześniej następca tronu).
W 1965 otrzymał Order Odrodzenia Polski I klasy.